# Eloi Detouche
Eloi Detouche fou un industrial i dirigent patronal francès. Membre de la comunitat francesa de Barcelona, proposà la creació de la revista aliadòfila Iberia. President de la federació d'empreses d'acer, va esdevenir una peça clau a Foment del Treball Nacional entre 1918 i 1919.